# コーヌ＝クール＝シュル＝ロワール
コーヌ＝クール＝シュル＝ロワール（仏: Cosne-Cours-sur-Loire）は、フランスのブルゴーニュ＝フランシュ＝コンテ地域圏、ニエーヴル県に属するコミューン。一般的にコーヌ（Cosne）と略される。
1973年1月1日の合併で現在の名称になった。
2007年の「花のまちコンクール」で賞を受賞した。

## 地理

県内の地図

県の北東部、ロワール川とノアン川との合流部に位置する。県内第二の人口を有する。

### 交通
首都パリとは高速A77号、国道7号、モレ＝ヴァヌー＝レ＝サブロン＝リヨン＝ペラシュ線によってつながっている。
第二次世界大戦以前はサン＝タマン＝アン＝ピュイゼーとの間に蒸気機関車が走り、サン＝タマン＝アン＝ピュイゼーでつくられた陶器などがサン＝ヴェランやサン＝ルーなどの農村地帯を通り輸送された。このうち、サン＝ヴェランの駅舎は現在も観光名所となっている。

## 歴史
先史時代には村落があった。ガリアの時代には「合流部」という意味の“Condate”と呼ばれた。その後、コーヌの地は対立の十字路となり、百年戦争や数々の宗教戦争に巻き込まれてきた。
17世紀から製鉄やロワール川を使った水上輸送で発展し始めた。
ラ・ショーザドのピエール・バボーは王立海軍附属の施設として製鉄所を建設し、「ラ・ショーサド王立製鉄所」とした。鉄はロワール川の水上輸送によって運ばれた。しかし、鉄道網の整備より1860年から衰え始め、最終的に1872年に閉鎖された。
製鉄業は何世紀にもわたりコーヌの発展を支えてきたが、1990年代から2000年代初頭にかけ不況に見舞われた。
1833年にロワール川で初めての橋が架けられ、第二次大戦中に修復された。

### 紋章

紋章

紋章には紺地に白で3羽のクロツグミが描かれている。

## 行政
| 就任年    | 退任年    | 氏名                                 | 所属   | 備考 |
| --------- | --------- | ------------------------------------ | ------ | ---- |
| 1977年3月 | 1989年3月 | ジャック・ユイギュー・デ・エタージュ | 社会党 |      |
| 1989年3月 | 2008年3月 | ディディエ・ベギュアン               | 新中道 |      |
| 2008年3月 | 現職      | アラン・デルビエ                     | 社会党 |      |

## 人口の推移[2][3]
| 1793年 4703人 | 1800年 4709人 | 1806年 5321人  | 1821年 5823人  | 1831年 5987人  | 1836年 6212人  | 1841年 6308人  | 1846年 6598人  | 1851年 6326人 |
| 1856年 6147人 | 1861年 6340人 | 1866年 6575人  | 1872年 6210人  | 1876年 6851人  | 1881年 7401人  | 1886年 7790人  | 1891年 8672人  | 1896年 8610人 |
| 1901年 8582人 | 1906年 8437人 | 1911年 8734人  | 1921年 7158人  | 1926年 7035人  | 1931年 7289人  | 1936年 7840人  | 1946年 7913人  | 1954年 7827人 |
| 1962年 8802人 | 1968年 9601人 | 1975年 12088人 | 1982年 12463人 | 1990年 12123人 | 1999年 11399人 | 2006年 11185人 | 2007年 11166人 |               |

## 経済
ニエーヴル県商工会議所の支所が置かれている。

## 観光名所

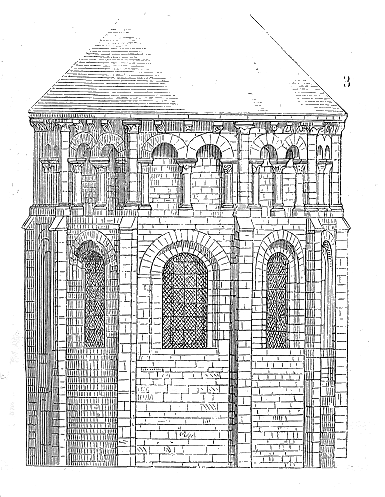
聖エーナン教会の後陣。ウジェーヌ・エマニュエル・ヴィオレ・ル・デュク作

- 聖ジャック教会（旧：聖ローラン参事教会） - 15世紀の教会。1930年10月1日に歴史的建造物に指定された。
- 聖エーナン教会 - 1862年に歴史的建造物に指定された。
- ジャン＝バティスト・ボーダンの記念碑 - ボーダンは1851年12月3日に内乱で亡くなった共和主義者である。この記念碑はこの地方で集められた寄付により、1868年につくられた。
- サン＝アナン墓地にあるロジェ・ブリクーの追悼プレート - ブリクーは1891年にコーヌで生まれた[4]。オーケストラの楽団員としてタイタニック号に乗り込んだが、溺死した。このプレートは彼の栄誉を称え2000年11月2日に据えられた。
- ピエール＝ジル・ド・ジェンヌの名が関された高等学校（リセ） - 2007年9月1日に開校。
- ショーザド王立製鉄所跡
- 市街で最も古いミュレ通り
- かつての裁判所
- ロワール博物館 - 19世紀に建てられたコーヌ大学の学び舎を改装し、1980年代末に開かれた。
- コーヌ島 - ロワール川に浮かぶ中州。キャンプ場、球技場、競馬場がある。
- 市民会館 - ロープの製造工場を改装して開館した。

## 姉妹都市
- バート・エムス（ドイツ） 1974年から
- ハーペンデン（イギリス） 1982年から
- ヘレンタールス（ベルギー） 1999年から

## ゆかりの人物
- シャルル・フェルディナン・ガンボン（1820年 - 1887年） 政治家。コーヌで没した
- シャルル・ジロール（1851年 - 1932年） プティ・パレなどを手がけた建築家。コーヌで生まれた
- マルト・メロー（1870年 - 1947年） 女優。アンリ・ド・トゥールーズ＝ロートレックを題材とした作品でその名を不動のものにした。コーヌの生まれ
- ポール・ドゥメール（1857年 - 1932年） フランス共和国大統領。1921年と1932年にコーヌに滞在した
- アンリ・メイヤン（1924年 - ） 文筆家、フランス詩人・芸術家協会創設者。幼年期をコーヌで暮らし、1984年から再び住み着いている
- ジャン＝ピエール・ミナール 弁護士・政治家。幼年期をコーヌで過ごし、市議会議員も務めたが1993年の選挙で敗北
- イヴ・ルモワーヌ（1946年 - ） 司法官・歴史家。コーヌの生まれ
- ミシェル・ゴーダン（1948年 - ） パリ市警察警視総監。コーヌの生まれ
- ガエタン・ゴルス（1958年 - ） 政治家。1995年から2001年までコーヌの市議会議員を、1997年から県議会議員を務める
- ヴァンサン・ラボーム（1965年 - ） 多面的な作家。コーヌの生まれ
- アルノー・カトリーヌ（1973年 - ） 文筆家。コーヌの生まれ
- エロディー・フレージェ（1982年 - ） テレビ番組「スタール・アカデミー」の2003年度優勝者。コーヌで生まれ、1997年から2000年までコーヌの高等学校（リセ）に通い、2003年までこの地で暮らした
- シンディー・ファブール（1985年 - ） 2005年のミス・フランス。コーヌの生まれ